# Løvgræshopper
Løvgræshopper er insekter af familien Tettigoniidae med mere end 6.800 arter, heraf findes 10 i Danmark. Løvgræshopper er en del af ordenen græshopper og menes at være mere beslægtet med fårekyllinger end markgræshopper.

## Udseende
Løvgræshopper har i Danmark en længde på op til cirka 50 mm. Følehornene er meget lange, trådformede, mangeleddede og bøjelige. Munden er en kraftig bidemund. En løvgræshoppe kan finde på at bide, hvis den bliver taget op i hånden. Dækvingerne er stive, smalle og skindagtige. Undertiden er de meget korte eller svagt udviklede. Flyvevingerne er oftest meget bredere end dækvingerne og i hvilestilling sammenfoldede og fuldstændig skjulte af disse. Undertiden er også de svagt udviklede. Bagkroppen består af ti led. Bagbenenes lår og skinneben er godt udviklede til spring. Fødderne er 4-leddede og oftest fladtrykte. Under fødderne sidder hæftelapper.
Hunnen kan kendes på sin læggebrod, hvormed den placerer sine æg i jord eller plantestængler. Hannen har på 9. og 10. bagkropsled nogle vedhæng, der har betydning under parringen.

## Forekomst
I Danmark findes de over hele landet i træer, buske og højt græs, dog mindre udbredt i Midt- og Vestjylland.

## Sang og høreorgan
Man kan fra sidst på sommeren til sidst i oktober høre hannens kaldetoner. Nogle arter kan høres på flere hundrede meters afstand. Lyden frembringes ved at forvingerne gnides mod hinanden.
Høreorganet sidder på første par bens skinneben, lige under knæet. På hvert af skinnebenets sider findes en trommehinde, der hos nogle arter ses tydeligt. Ofte er trommehinden dækket af et låg, så høreorganet kun er synligt i form af to længdespalter.

## Føde
Løvgræshopper lever fortrinsvis af andre insekter som markgræshopper, larver, bladlus, men også af planteføde. Dens naturlige fjender er f.eks. fugle og mindre dyr.

## Danske arter
De ti danske arter:
- Sivgræshoppe (Conocephalus dorsalis)
- Vortebider (Decticus verrucivorus)
- Krumknivgræshoppe (Leptophyes punctatissima)
- Egegræshoppe (Meconema thalassinum)
- Hedegræshoppe (Metrioptera brachyptera)
- Cikadegræshoppe (Metrioptera roeseli)
- Buskgræshoppe (Pholidoptera griseoaptera)
- Sandgræshoppe (Platycleis albopunctata)
- Syngende løvgræshoppe (Tettigonia cantans)
- Stor grøn løvgræshoppe (Tettigonia viridissima)